# Temascaltepec
Temascaltepec é um município do estado do México, no México.

## Governo e administração
| Prefeito                     | Periodo   |
| ---------------------------- | --------- |
| Darío Basurto González       | 2000-2003 |
| Sergio Rubí González         | 2003-2006 |
| Noe Barrueta Barrón          | 2006-2009 |
| Hugo Ernesto Jaramillo Colin | 2009-2012 |
| José Alejandro Galicia Nuñez | 2013-2015 |
| Noé Barrueta Barrón          | 2016-2018 |
| Erik Ramírez Hernández       | 2019-2021 |